# Warta Zawiercie (piłka siatkowa)

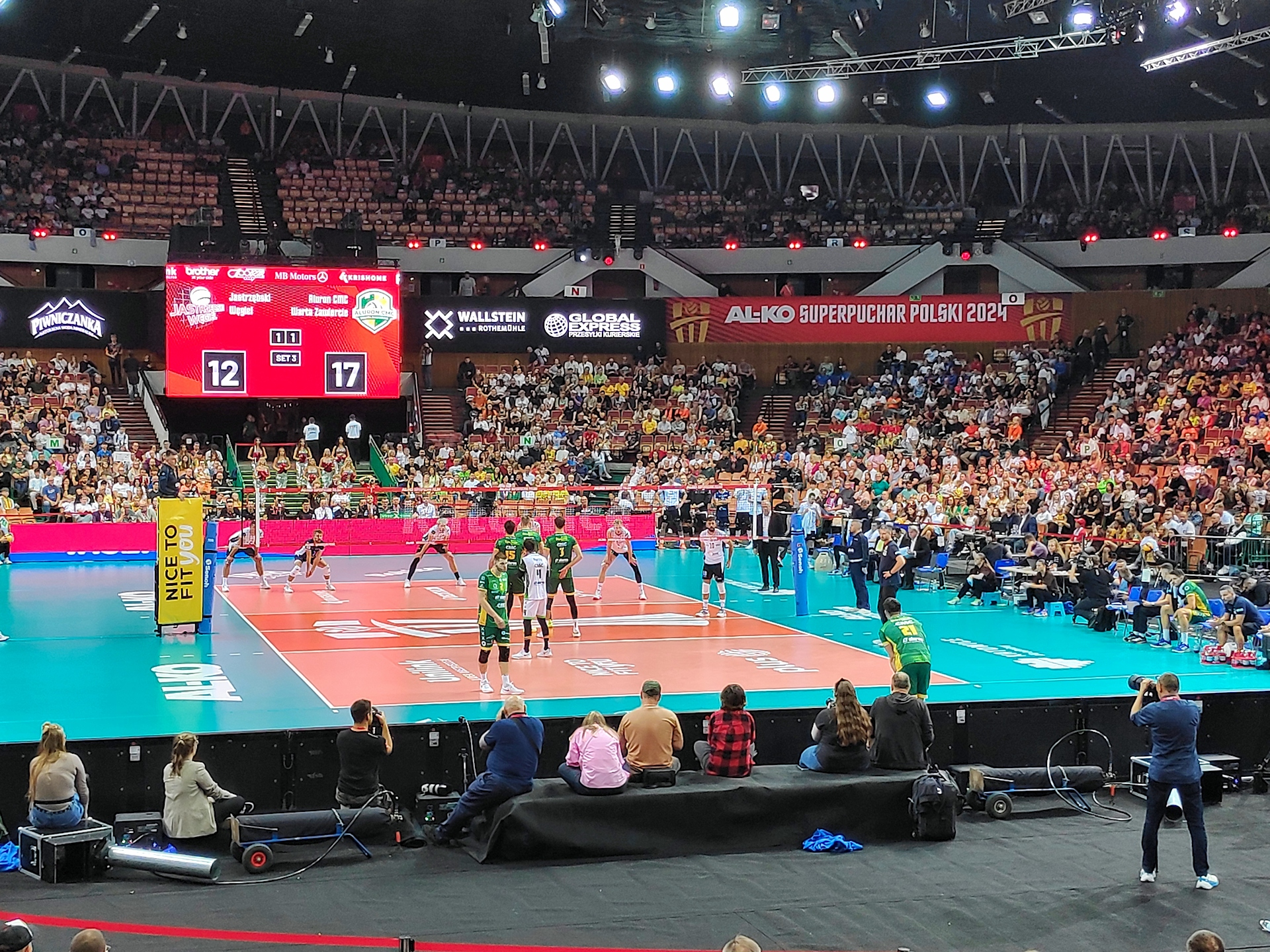
Siatkarze Aluronu CMC Warty Zawiercie podczas Superpucharu Polski 2024

Aluron CMC Warta Zawiercie – męski klub siatkarski z Zawiercia. 
Klub został założony w 1972 roku jako siatkarska sekcja Warty Zawiercie, a w latach 1993–1995 uczestniczył w II lidze. Ten zespół został rozwiązany w 1995 roku. W 2011 roku nastąpiła reaktywacja klubu, który w 2017 roku wywalczył awans do PlusLigi. Od 2020 roku występuje pod nazwą Aluron CMC Warta Zawiercie.
Największymi sukcesami klubu są: zdobycie Pucharu Polski i Superpucharu Polski w 2024 roku, wicemistrzostwo Polski w sezonach 2023/2024 i 2024/2025 oraz finał Ligi Mistrzów w sezonie 2024/2025.

## Historia
Korzenie klubu sięgają Międzyszkolnego Klubu Sportowego, utworzonego w 1958 roku na bazie drużyn siatkarskich I Liceum Ogólnokształcącego im. Stefana Żeromskiego w Zawierciu. W latach 1964–1965 pod wodzą Mariana Bartolewskiego młodzicy MKS zdobyli mistrzostwo Polski. W 1972 roku z inicjatywy nauczyciela I Liceum Ogólnokształcącego, Bogdana Oruby, powstała siatkarska sekcja Warty Zawiercie, pierwotnie składająca się wyłącznie z uczniów szkoły. Zespół początkowo brał udział w klasie B rozgrywek okręgu Częstochowa. W 1974 roku zawierciańscy siatkarze awansowali do ligi okręgowej, jednakże wskutek reorganizacji rozgrywek rok później spadli. W 1976 roku klub wywalczył ponowny awans do ligi okręgowej. W roku 1984 Warta awansowała do klasy międzywojewódzkiej. Sezon 1985/1986 zespół trenowany przez Mariana Kustrę ukończył na drugim miejscu, za Górnikiem Radlin, co uprawniało go do udziału w barażach o II ligę, jednakże awansu nie uzyskano, zajmując piąte miejsce w barażach (za BBTS Bielsko-Biała, Górnikiem Radlin, AZS UŚ Katowice i Górnikiem Jaworzno). W tym okresie sponsorem klubu została Przędzalnia „Przyjaźń”.
W sezonie 1991/1992 Warta Zawiercie zajęła trzecie miejsce w lidze, za Rakowem Częstochowa i Góralem Żywiec. W turnieju barażowym klub grał z Rakowem, AZS Katowice i Lechią Mysłowice, zajmując trzecie miejsce. W rundzie zasadniczej sezonu 1992/1993 Warta Zawiercie zdobyła pierwszą pozycję. Pod koniec marca 1993 roku rozegrano w Legnicy półfinały barażów o awans do II ligi. W rozgrywkach tych Warta grała z Pocztowcem Poznań (3:1), Żuławami Nowy Dwór Gdański (3:0) i AZS Collage Legnica (0:3), zdobywając drugie miejsce i awansując do finałów. Te odbyły się w kwietniu w Szczytnie, a Warta mierzyła się z Gwardią Szczytno, Stoczniowcem Gdańsk i Okocimskim Brzesko. Zawierciański klub wygrał wszystkie mecze (odpowiednio 3:1, 3:2, 3:0) i awansował do II ligi.
Po awansie klub został przejęty przez Centralę Techniczno-Handlową i występował jako CTH Warta Zawiercie. Sponsorami klubu byli wówczas także m.in. Przędzalnia „Przyjaźń” i Huta Zawiercie. W sezonie 1993/1994 zawiercianie zajęli drugie miejsce w II lidze, za Rakowem Częstochowa. Sezon później Warta była trzecia w lidze, ulegając Bzurze Ozorków i Górnikowi Jaworzno. Po sezonie ze sponsorowania klubu wycofała się Przędzalnia „Przyjaźń”. Przyczyniło się to do finansowych problemów klubu i groźby jego likwidacji. Po niedoszłej fuzji ze Stalą Poręba drużyna została wycofana z II ligi, a następnie przejęta przez TKKF Stadion Este. Towarzystwo to powołało zespół pod nazwą TKKF Zawiercie, który przez dwa sezony występował w klasie wojewódzkiej, a w 1997 roku został rozwiązany.
W 2011 roku klub z inicjatywy prezesa firmy Aluron, Kryspina Barana, utworzony został klub Aluron Warta Zawiercie, nawiązujący nazwą do dawnego klubu siatkarskiego. Warta w sezonie 2011/2012 awansowała do trzeciej ligi, zaś w sezonie 2012/2013 – do drugiej. W kwietniu 2013 roku klub podpisał porozumienie z KS Spodek Katowice, w myśl którego Warta przejęła siatkarzy Spodka oraz miejsce w II lidze. W sezonie 2013/2014 Warta Zawiercie awansowała do turnieju finałowego II ligi. W podgrupie B klub wygrał z Caro Rzeczyca (3:0) i Victorią Wałbrzych (3:2), a w finale zwyciężył 3:1 Karpaty Krosno i awansował do I ligi.
W listopadzie 2014 roku nowym sponsorem tytularnym klubu została firma Virtu. Swój pierwszy sezon w I lidze siatkarze z Zawiercia zakończyli na dziesiątym miejscu. W sezonie 2015/2016 Warta Zawiercie zajęła szóste miejsce w rozgrywkach, odpadając w ćwierćfinale fazy play-off z SMS PZPS Spała. Rundę zasadniczą sezonu 2016/2017 podopieczni Dominika Kwapisiewicza zakończyli na drugim miejscu, ulegając Ślepskowi Suwałki. W fazie play-off zespół wygrał z Krispolem Września (3:0, 3:0) i Stalą AZS Nysa (3:2, 3:1), natomiast w rywalizacji o pierwsze miejsce okazał się lepszy od Ślepska (0:3, 3:2, 3:0, 1:3, 3:2). Następnie zawierciański klub rozegrał z AZS Częstochowa baraż o awans do PlusLigi. Warta wygrała w rywalizacji 3:1 (3:0, 1:3, 3:2, 3:0) i awansowała do najwyższej klasy rozgrywkowej.
W ramach przygotowań do sezonu 2017/2018 nastąpiła zmiana trenera (Kwapisiewicza zastąpił Emanuele Zanini) oraz dokonano transferów takich zawodników, jak Hugo de Leon Guimarães, Grzegorz Pająk, Grzegorz Bociek, David Smith czy Taichirō Koga. Rundę zasadniczą Warta Zawiercie zakończyła na dziesiątym miejscu, a w fazie play-off pokonała Cerrad Czarnych Radom i na koniec sezonu zajęła dziewiątą pozycję. Po zakończeniu sezonu Zaniniego w roli trenera zastąpił Mark Lebedew. W sezonie 2018/2019 Warta uczestniczyła w Pucharze Polski, w którym pokonała 3:1 Czarnych Radom, zaś w półfinale rozgrywek uległa 1:3 ZAKSie Kędzierzyn-Koźle. W fazie zasadniczej rozgrywek ligowych zawierciański klub zajął natomiast czwarte miejsce i awansował do fazy play-off. W ćwierćfinale Warta wygrała w rywalizacji z Czarnymi Radom 2:1 (3:2, 1:3, 3:0), a w półfinale przegrała 1:2 z ZAKSą Kędzierzyn-Koźle 1:2 (3:1, 2:3, 1:3). W meczu o trzecie miejsce klub uległ Jastrzębskiemu Węglowi 0:3 (2:3, 2:3, 0:3) i zajął czwarte miejsce na koniec sezonu.
W lipcu 2019 roku nowym sponsorem tytularnym klubu zostało przedsiębiorstwo CMC. W związku z tym dokonano zmiany nazwy na Aluron Virtu CMC Zawiercie. Tym samym po raz pierwszy w historii klubu w jego nazwie nie występował człon „Warta”. W sezonie 2019/2020 Aluron Virtu CMC zadebiutował w europejskich pucharach, występując w Pucharze Challenge. W 1/16 finału zespół wyeliminował Chebyr Pazardżik (3:0, 3:2), a w 1/8 finału przegrał po złotym secie (13:15) ze Spor Toto (3:0, 1:3) i odpadł z rozgrywek. Natomiast rozgrywki ligowe, które z powodu pandemii COVID-19 nie zostały dokończone, Aluron Virtu CMC zakończył na dziesiątym miejscu. Ponadto w trakcie sezonu Marka Lebedewa na stanowisku trenera zastąpił Dominik Kwapisiewicz. Po zakończeniu sezonu nowym szkoleniowcem siatkarzy został Igor Kolaković. Ponadto w tym okresie Virtu zakończyło sponsorowanie klubu.
W sezonie 2020/2021 Warta Zawiercie po raz drugi w historii dotarła do półfinału Pucharu Polski, w którym uległa 2:3 ZAKSie Kędzierzyn-Koźle. W lidze fazę zasadniczą zawierciański klub zakończył na siódmym miejscu, a w fazie play-off przegrał mecze z Jastrzębskim Węglem (0:3, 1:3) oraz Ślepskiem Suwałki (1:3, 3:1, 10:15 w złotym secie) i zakończył sezon na ósmej pozycji.
W pierwszych ośmiu kolejkach PlusLigi sezonu 2021/2022 siatkarze z Zawiercia wygrywali siedmiokrotnie. W pierwszej połowie sezonu natomiast Warta przegrała trzy mecze (0:3 z Indykpolem AZS Olsztyn, 0:3 z ZAKSą Kędzierzyn-Koźle i 1:3 z Projektem Warszawa), a zwyciężyła dziesięć. W rundzie rewanżowej zawiercianie przegrali jeszcze sześć razy. Ogółem w rundzie zasadniczej klub dzięki 17 zwycięstwom zdobył 47 punktów, co lokowało go na czwartym miejscu w tabeli. W ćwierćfinale fazy play-off Warta Zawiercie dwukrotnie (3:1, 3:1) pokonała Asseco Resovię, natomiast w półfinale uległa ZAKSie Kędzierzyn-Koźle (3:1, 0:3, 1:3). Mecz o trzecie miejsce stanowiła rywalizacja z PGE Skrą Bełchatów, którą Warta zwyciężyła 3:1 (3:2, 2:3, 3:0, 3:2). Tym samym klub z Zawiercia po raz pierwszy w historii zdobył medal mistrzostw Polski.
Nowym trenerem klubu przed rozpoczęciem sezonu 2022/2023 został Michał Winiarski. Fazę zasadniczą PlusLigi Warta Zawiercie zakończyła na drugim miejscu, wygrywając 24 mecze z rozegranych 30. Pokonano m.in. u siebie ZAKSę Kędzierzyn-Koźle 3:1, Jastrzębski Węgiel 3:2 i Resovię 3:0, a na wyjeździe Resovię 3:2. W fazie play-off zawierciański klub wygrał 3:2 rywalizację z AZS Olsztyn (3:0, 3:0, 2:3, 0:3, 3:1), a następnie przegrał półfinał z Jastrzębskim Węglem 0:3 (1:3, 2:3, 0:3) i mecz o trzecie miejsce z Resovią 2:3 (3:2, 1:3, 0:3, 3:2, 0:3). Zawiercianie zadebiutowali także w rozgrywkach Ligi Mistrzów. Rywalami Warty w grupie byli: Halkbank Ankara (3:1, 2:3), Berlin Recycling Volleys (1:3, 0:3) i Chebyr Pazardżik (3:1, 3:0). Zawierciańscy siatkarze z 10 punktami zajęli trzecie miejsce w grupie i awansował do fazy play-off, w której przegrali dwumecz z ZAKSą Kędzierzyn-Koźle (0:3, 3:2) i odpadli z rywalizacji.
Fazę zasadniczą sezonu 2023/2024 PlusLigi Warta Zawiercie zakończyła na drugim miejscu, wygrywając 24 mecze; we własnej hali Warta przegrała jedynie z Projektem Warszawa. W ćwierćfinale fazy play-off zawierciańscy zawodnicy pokonali Stal Nysa (3:2, 3:0), a w półfinale zwyciężyli z Projektem Warszawa (3:0, 3:1), tym samym po raz pierwszy w historii awansując do finału. W rywalizacji o tytuł mistrza Polski Warta Zawiercie uległa Jastrzębskiemu Węglowi (0:3, 3:1, 1:3), zdobywając tym samym srebrny medal mistrzostw. W Pucharze Polski zespół również awansował do finału po zwycięstwach z KS Rudziniec (3:1) i Projektem Warszawa (3:0). W finale klub z Zawiercia pokonał Jastrzębski Węgiel 3:1 (25:22, 20:25, 25:21, 25:20), zdobywając pierwszy w historii Puchar Polski.
W fazie zasadniczej ligi sezonu 2024/2025 zawierciański klub zajął trzecie miejsce. W fazie play-off Warta Zawiercie wygrała z Asseco Resovią (3:1, 3:0) i Projektem Warszawa (2:3, 3:2, 3:2), drugi sezon z rzędu docierając do finału mistrzostw. W nim zespół uległ Bogdance LUK Lublin 1:3 (0:3, 0:3, 3:1, 0:3). W Pucharze Polski Warta również zajęła drugie miejsce: po zwycięstwach nad ChKS Chełm i Projektem Warszawa, w finale rozgrywek klub uległ Jastrzębskiemu Węglowi 1:3. W sezonie 2024/2025 zespół uczestniczył także w rozgrywkach Ligi Mistrzów. W fazie grupowej, w której występowały także Allianz Milano, Knack Roeselare i Hypo Tirol Volleyballteam, zawierciański klub wygrał wszystkie mecze, z czego pięć stosunkiem 3:0. W ćwierćfinale zespół z Zawiercia wygrał z SVG Lüneburg (3:0, 3:1), natomiast w półfinale pokonał Jastrzębski Węgiel 3:2. W finale Ligi Mistrzów Warta Zawiercie przegrała 2:3 z Sir Sicoma Monini Perugia.

## Kibice
W ramach klubu działa grupa kibicowska o nazwie „Jurajska Armia”. Cechą charakterystyczną kibiców są ubierane przez nich haftowane hełmy rycerskie. Kibice wykazują się wysoką frekwencją na meczach domowych (stuprocentowa frekwencja w sezonie 2018/2019) oraz wyjazdowych, a także takimi inicjatywami, jak nagroda dla zawodnika drużyny przeciwnej oraz „zawierciański koń trojański”.

## Nazwy
- 1972–1980: Międzyzakładowy Klub Sportowy Warta Zawiercie
- 1980–1991: Międzyzakładowy Robotniczy Klub Sportowy Warta Zawiercie
- 1991–1993: Miejski Klub Sportowy Warta Zawiercie
- 1993–1995: Klub Sportowy CTH Warta Zawiercie
- 2011–2014: Klub Siatkarski Aluron Warta Zawiercie
- 2014–2019: Klub Siatkarski Aluron Virtu Warta Zawiercie
- 2019–2020: Klub Siatkarski Aluron Virtu CMC Zawiercie
- 2020–: Klub Siatkarski Aluron CMC Warta Zawiercie

## Prezesi
- 1972–1973: Andrzej Kozłowski
- 1973–1986: Zygmunt Kozieł
- 1986–1993: Ryszard Kasztelnik
- 1993–1995: Marian Teska
- 2011: Tomasz Groja[58]
- 2011–2012: Grzegorz Biały[59]
- 2012–: Kryspin Baran

## Sukcesy
PlusLiga:
- 2024, 2025
- 2022

Puchar Polski:
- 2024

Superpuchar Polski:
- 2024

Liga Mistrzów:
- 2025

## Bilans sezon po sezonie
| Sezon     | Liga     | Miejsce | Punkty | Mecze (Z-P) | Mecze (Z-P) | Uwagi                                     |
| --------- | -------- | ------- | ------ | ----------- | ----------- | ----------------------------------------- |
| 1991/1992 | liga MW  | 3.      | 36     | 22          | (14-8)      |                                           |
| 1992/1993 | liga MW  | 1.      | 42     | 22          | (20-2)      | awans z turnieju finałowego               |
| 1993/1994 | II liga  | 2.      | 62     | 36          | (28-8)      |                                           |
| 1994/1995 | II liga  | 3.      | 61     | 36          | (25-11)     |                                           |
| 2011/2012 | IV liga  | 1.      | 30     | 12          | (9-3)       | awans                                     |
| 2012/2013 | III liga | 1.      | 39     | 18          | (13-5)      | awans                                     |
| 2013/2014 | II liga  | 1.      | 38     | 30          | (26-4)      | awans z turnieju finałowego               |
| 2014/2015 | I liga   | 10.     | 38     | 26          | (12-14)     |                                           |
| 2015/2016 | I liga   | 6.      | 50     | 30          | (18-12)     |                                           |
| 2016/2017 | I liga   | 1.      | 48     | 33          | (27-6)      | awans po barażach                         |
| 2017/2018 | PlusLiga | 9.      | 39     | 32          | (14-18)     |                                           |
| 2018/2019 | PlusLiga | 4.      | 43     | 33          | (18-15)     |                                           |
| 2019/2020 | PlusLiga | 10.     | 27     | 24          | (9-15)      | 1/8 finału Pucharu Challenge              |
| 2020/2021 | PlusLiga | 8.      | 43     | 30          | (15-15)     |                                           |
| 2021/2022 | PlusLiga | 3.      | 47     | 35          | (23-12)     |                                           |
| 2022/2023 | PlusLiga | 4.      | 68     | 43          | (29-14)     | faza play-off Ligi Mistrzów               |
| 2023/2024 | PlusLiga | 2.      | 70     | 37          | (29-8)      | Puchar Polski, ćwierćfinał Pucharu CEV    |
| 2024/2025 | PlusLiga | 2.      | 72     | 39          | (29-10)     | finał Pucharu Polski, finał Ligi Mistrzów |

Poziom rozgrywek:
     najwyższy ogólnokrajowy
     drugi
     trzeci
     czwarty
     piąty

## Kadra w sezonie 2025/2026[60]
- Trener: Michał Winiarski
- Asystenci trenera: Paweł Rusek, Dominik Posmyk[61]
- Statystyk: Krzysztof Makaryk
- Trener przygotowania motorycznego: Andrzej Zahorski[62]
- Fizjoterapeuta: Mateusz Kowalik, Tomasz Pieczko
- Kierownik drużyny: Piotr Kapa

| Nr                     | Imię i nazwisko           | Data ur.   | Wzrost | Pozycja      |
| ---------------------- | ------------------------- | ---------- | ------ | ------------ |
| 2                      | Bartosz Kwolek            | 17.07.1997 | 193    | przyjmujący  |
| 3                      | Aaron Russell             | 04.06.1993 | 205    | przyjmujący  |
| 5                      | Miłosz Zniszczoł          | 02.07.1986 | 200    | środkowy     |
| 11                     | Jakub Nowosielski         | 11.02.1993 | 193    | rozgrywający |
| 12                     | Adrian Markiewicz         | 12.04.2002 | 213    | środkowy     |
| 13                     | Jurij Hładyr              | 08.07.1984 | 202    | środkowy     |
| 15                     | Miguel Tavares            | 03.03.1993 | 191    | rozgrywający |
| 20                     | Mateusz Bieniek (kapitan) | 05.04.1994 | 210    | środkowy     |
| 55                     | Kyle Ensing               | 06.03.1997 | 201    | atakujący    |
| 99                     | Patryk Łaba               | 30.07.1991 | 188    | przyjmujący  |
| Potwierdzone transfery |                           |            |        |              |
|                        | Jakub Popiwczak           | 17.04.1996 | 180    | libero       |
|                        | Bartłomiej Bołądź         | 28.09.1994 | 205    | atakujący    |
|                        | Dawid Ogórek              | 30.07.1990 | 184    | libero       |
|                        | Jakub Czerwiński          | 22.07.2001 | 195    | przyjmujący  |

## Trenerzy
| Lata      | Imię i nazwisko      |
| --------- | -------------------- |
| 1972–?    | Bogdan Oruba         |
| ?–1995    | Marian Kustra        |
| 2011–2012 | Paweł Kozłowski      |
| 2012–2013 | Michał Szczytowicz   |
| 2013–2014 | Albert Semeniuk      |
| 2014–2017 | Dominik Kwapisiewicz |
| 2017–2018 | Emanuele Zanini      |
| 2018–2020 | Mark Lebedew         |
| 2020      | Dominik Kwapisiewicz |
| 2020–2022 | Igor Kolaković       |
| 2022–     | Michał Winiarski     |

## Zawodnicy

### Obcokrajowcy w zespole
| Lata                      | Imię i nazwisko        | Pozycja      |
| ------------------------- | ---------------------- | ------------ |
| 2017–2018                 | Hugo de Leon Guimarães | przyjmujący  |
| 2017–2018                 | Matej Pátak            | przyjmujący  |
| 2017–2018                 | David Smith            | środkowy     |
| 2017–2020                 | Taichirō Koga          | libero       |
| 2018–2019                 | Olieg Achrem           | przyjmujący  |
| 2018–2020 (do 27.01.2020) | Michal Masný           | rozgrywający |
| 2018–2020                 | Arshdeep Dosanjh       | rozgrywający |
| 2018–2020 (od 23.11.2018) | Alexandre Ferreira     | przyjmujący  |
| 2019–2020                 | Pieter Verhees         | środkowy     |
| 2019–2020                 | Nikołaj Penczew        | przyjmujący  |
| 2020–2021                 | Ǵorǵi Ǵorǵiew          | rozgrywający |
| 2020–2021                 | Flávio Gualberto       | środkowy     |
| 2020–2021                 | Garrett Muagututia     | przyjmujący  |
| 2020–2022                 | Maximiliano Cavanna    | rozgrywający |
| 2021–2022                 | Facundo Conte          | przyjmujący  |
| 2021–2023                 | Uroš Kovačević         | przyjmujący  |
| 2021–                     | Miguel Tavares         | rozgrywający |
| 2022–2023                 | Santiago Danani        | libero       |
| 2023–2024                 | Trévor Clévenot        | przyjmujący  |
| 2023–2024                 | Samuel Cooper          | przyjmujący  |
| 2023–                     | Luke Perry             | libero       |
| 2024 (od 27.01.2024)      | Thibault Rossard       | przyjmujący  |
| 2024–                     | Kyle Ensing            | atakujący    |
| 2024–                     | Mobin Nasri            | przyjmujący  |
| 2024–                     | Aaron Russell          | przyjmujący  |
| 2025 (od 02.05.2025)      | Georg Grozer           | atakujący    |

## Siatkówka na siedząco
We wrześniu 2023 roku poprzez połączenie z Paravolley Silesia utworzono w ramach klubu sekcję siatkówki na siedząco pod nazwą Aluron CMC Paravolley. Pierwszym trenerem sekcji został Adam Malik, a jego zawodnikami byli m.in. Robert Szczerbaniuk i Tatiana Sadza. Zespół uczestniczył w mistrzostwach Polski, zajmując w pierwszym sezonie trzecie miejsce. W 2024 roku zdobył Puchar Polski i wygrał brązową Euroligę.